# Kumari Taki
Kumari Taki (ur. 6 maja 1999) – kenijski lekkoatleta specjalizujący się w biegach średniodystansowych.
W 2015 stawał na najwyższym stopniu podium mistrzostw Afryki oraz świata juniorów młodszych. Złoty medalista igrzysk Wspólnoty Narodów młodzieży w biegu na 1500 metrów (2015). W 2016 zdobył złoto mistrzostw świata juniorów w Bydgoszczy.
Rekordy życiowe: bieg na 800 metrów – 1:46,29 (3 czerwca 2018, Hengelo) / 1:46,2h (23 maja 2015, Eldoret); bieg na 1500 metrów (stadion) – 3:34,14 (8 września 2020, Ostrawa); bieg na 1500 metrów (hala) – 3:37,28 (17 lutego 2021, Toruń); bieg na milę – 3:59,20 (7 czerwca 2018, Oslo).

## Osiągnięcia
| Rok  | Impreza                               | Miejsce      | Konkurencja         | Pozycja    | Wynik   |
| ---- | ------------------------------------- | ------------ | ------------------- | ---------- | ------- |
| 2015 | Mistrzostwa Afryki juniorów młodszych | Réduit       | bieg na 1500 metrów | 1. miejsce | 3:44,35 |
| 2015 | Mistrzostwa świata juniorów młodszych | Cali         | bieg na 1500 metrów | 1. miejsce | 3:36,38 |
| 2015 | Igrzyska Wspólnoty Narodów młodzieży  | Apia         | bieg na 1500 metrów | 1. miejsce | 3:39,80 |
| 2016 | Mistrzostwa świata juniorów           | Bydgoszcz    | bieg na 1500 metrów | 1. miejsce | 3:48,63 |
| 2018 | Igrzyska Wspólnoty Narodów            | Gold Coast   | bieg na 1500 metrów | 7. miejsce | 3:38,74 |
| 2019 | Mistrzostwa świata                    | Doha         | bieg na 1500 metrów | eliminacje | 3:48,63 |
| 2022 | Mistrzostwa Afryki                    | Saint-Pierre | bieg na 1500 metrów | 4. miejsce | 3:38,31 |
| 2022 | Mistrzostwa świata                    | Eugene       | bieg na 1500 metrów | półfinał   | 3:50,15 |